# Anke Wichmann
Anke Wichmann (* 28. August 1975 in Stendal) ist eine ehemalige deutsche Radrennfahrerin.
Ab ihrem achten Lebensjahr war Anke Wichmann aktive Radsportlerin. Sie feierte vor allem Erfolge auf der Bahn. 1992 wurde sie in Athen und 1993 in Perth Dritte bei den Junioren-Weltmeisterschaften in der Einerverfolgung. 1997 wurde sie Vize-Europameisterin in der Verfolgung. Bis 2003 platzierte sie sich zahlreiche Male auf Podiumsplätzen bei deutschen Bahn-Radweltmeisterschaften in den Disziplinen Einerverfolgung und Punktefahren; 2002 und 2003 wurde sie deutsche Meisterin im Punktefahren.
Bis 2004 war Wichmann in der Sportfördergruppe der Bundeswehr, danach folgte der Sprung in Profiteams. Anschließend verlegte sie ihren Schwerpunkt auf die Straße, bis zu ihrem Rücktritt vom Radsport im Jahre 2008. In ihrem letzten aktiven Jahr gewann sie die dritte Etappe der Holland Ladies Tour und mit ihrem Team von Columbia High-Road das Mannschaftszeitfahren beim Giro della Toscana Femminile. Bei den Deutschen Straßen-Radmeisterschaften in Bochum belegte sie Platz sechs im Einzelzeitfahren, nachdem sie am 27. Juni 2008 Platz acht in Luckau erreicht hatte.
Seit 2009 ist Anke Wichmann als Physiotherapeutin tätig, auch im Radsport. Seit 2015 betreibt sie gemeinsam mit dem ehemaligen Bundestrainer Bernd Dittert ihre eigene Praxis in Peguera auf Mallorca.

## Erfolge

### Bahn
1992
- Junioren-Bahnweltmeisterschaft – Einerverfolgung

1993
- Junioren-Bahnweltmeisterschaft – Einerverfolgung

1997
- Bahneuropameisterschaft (U23) – Einerverfolgung

1998
- Deutsche Meisterin – Punktefahren

2002
- Deutsche Meisterin – Punktefahren

2003
- Deutsche Meisterin – Punktefahren

### Straße
2004
- eine Etappe Tour de Feminin – Krásná Lípa

2008
- eine Etappe Holland Ladies Tour
- Mannschaftszeitfahren Giro della Toscana

## Teams
- 2005–2006 Equipe Nürnberger
- 2007 T-Mobile-Frauenteam
- 2008 Team Columbia